# Pisariowka (rejon frołowski)
Pisariowka (ros. Писаревка) – chutor w Rosji, w obwodzie wołgogradzkim, w rejonie frołowskim. W 2010 liczył 575 mieszkańców.